# Laurynas Urbonavicius
Laurynas Urbonavicius (ur. 4 kwietnia 1988 w Wilno) – litewski zawodnik MMA walczący w kategorii półciężkiej. Aktualnie zawodnik Bellator MMA. 

## Lista zawodowych walk MMA
| Wynik     | Bilans | Przeciwnik (bilans przed walką) | Rozstrzygnięcie                          | Runda | Czas | Rozgrywki                                         | Data       | Miejsce  | Uwagi                 |
| --------- | ------ | ------------------------------- | ---------------------------------------- | ----- | ---- | ------------------------------------------------- | ---------- | -------- | --------------------- |
| Przegrana | 14-2   | Luke Trainer (8-1)              | Poddanie (duszenie zza pleców)           | 1     | 4:15 | Bellator Champions Series 5: McCourt vs. Collins  | 14.09.2024 | Londyn   | Debiut w Bellator MMA |
| Wygrana   | 14-1   | Deniss Vasiljevs (0-0)          | TKO (ciosy pięściami)                    | 1     |      | UTMA: Winter Edition                              | 08.12.2022 | Kowno    |                       |
| Wygrana   | 13-1   | Ildemar Alcântara (26-13)       | Decyzja (jednogłośna)                    | 3     | 5:00 | Ares FC 1                                         | 14.12.2019 | Dakar    | Main Event            |
| Wygrana   | 12-1   | Rafael Xavier (6-4)             | Decyzja (jednogłośna)                    | 3     | 5:00 | NOVA FC 1: A Star is Born                         | 13,04.2019 | Balingen |                       |
| Wygrana   | 11-1   | Matej Batinić (16-4)            | Poddanie (duszenie zza pleców)           | 2     | 4:34 | Vale Tudo Fight Night 7                           | 06.10.2018 | Wilno    | Main Event            |
| Wygrana   | 10-1   | Arya Hosseini (0-3)             | TKO (ciosy pięściami)                    | 1     | 2:16 | Bushido FC: Bushido Vilnius 2018                  | 04.05.2018 | Wilno    | co-Main Event         |
| Wygrana   | 9-1    | Ireneusz Cholewa (10-11-3)      | Decyzja (jednogłośna)                    | 3     | 5:00 | A1 Federation: Radomsko Martial Arts Gala         | 14.04.2018 | Radomsko |                       |
| Wygrana   | 8-1    | Diego Bjorn Valencia (2-1)      | TKO (ciosy pięściami)                    | 1     | 3:10 | King of the Cage Lithuania: Lithuania vs. Ukraine | 24.02.2018 | Kowno    |                       |
| Wygrana   | 7-1    | Sergio Souza (15-13)            | TKO (poddanie po ciosach pięściami)      | 1     | 0:14 | Vale Tudo MMA Academy: CBet Fight Night           | 07.04.2017 | Wilno    |                       |
| Przegrana | 6-1    | Vladimir Filipović (8-2)        | Poddanie (duszenie trójkątne rękoma)     | 3     | 2:55 | Magnum FC 1                                       | 11.03.2017 | Rzym     |                       |
| Wygrana   | 6-0    | Yuri Gorbenko (12-33)           | TKO (ciosy pięściami)                    | 1     | 0:51 | IBF Baltic Championship: Below The Sea Level      | 03.02.2017 | Wilno    | Main Event            |
| Wygrana   | 5-0    | Ričards Ziediņš (0-0)           | TKO (ciosy pięściami)                    | 1     | 1:59 | FREON: Klondaika Gigant Fights 5                  | 12.11.2016 | Tukums   |                       |
| Wygrana   | 4-0    | Kiril Kolomeitsev (0-2)         | TKO (ciosy pięściami)                    | 1     | 2:35 | IFO Europe 3: Crawford vs. Grabinski              | 15.10.2016 | Posdam   |                       |
| Wygrana   | 3-0    | Viktor Dell (0-3)               | Poddanie (kimura)                        | 1     | 2:47 | IFO Europe: MMA Meets Wild West                   | 09.04.2016 | Templin  |                       |
| Wygrana   | 2-0    | Evgeny Sidakov (0-0)            | KO (kolana i ciosy pięściami w parterze) | 1     | 0:46 | Vale Tudo Fight Night 6                           | 05.03.2016 | Kiejdany | Main Event            |
| Wygrana   | 1-0    | Igors Zauers (6-3)              | TKO (ciosy pięściami)                    | 1     | 1:20 | Vale Tudo Fight Night 5                           | 23.01.2016 | Wilno    | Debiut w MMA          |